# Hlboké nad Váhom
Hlboké nad Váhom este o comună slovacă, aflată în districtul Bytča din regiunea Žilina, pe malul râului Hlbocký potok (prítok Váhu)⁠(d). Localitatea se află la altitudinea de 341 m deasupra n.m., se întinde pe o suprafață de 5,359 km2 și în 2017 număra 938 de locuitori.

## Istoric
Localitatea Hlboké nad Váhom este atestată documentar din 1347.

## Demografie
| An:                | 1994 | 2004 | 2014   | 2024   |
| ------------------ | ---- | ---- | ------ | ------ |
| Număr de persoane: | 0    | 915  | 952    | 953    |
| Diferență:         |      | –    | +4,04% | +0,10% |

| An:                | 2023 | 2024   |
| ------------------ | ---- | ------ |
| Număr de persoane: | 969  | 953    |
| Diferență:         |      | −1,65% |